# Muriel Foster
Muriel Foster (22 novembre 1877 à Sunderland - 23 décembre 1937 à Londres) est une contralto anglaise, excellant dans l'oratorio. Le dictionnaire de Grove décrit sa voix comme « l'une des plus belles voix de son temps ».

## Biographie
Muriel Foster avait une sœur jumelle, Hilda Foster. Muriel et Hilda ont étudié au Royal College of Music de Londres à partir de 1896. Elle a participé à une production étudiante du Falstaff de Verdi, qui l'a plutôt détournée du genre opéra. Frederic Cowen lui a fait faire ses débuts dans l'oratorio en 1896 lorsqu'elle a chanté dans King Saul d'Hubert Parry. Les sœurs Foster se sont produites en duo aux Concerts populaires en 1899, puis Hilda s'est retirée en 1900 après son mariage. En 1901, elle va se produire au Canada au côté d'Emma Albani. Elle y chante D'un cœur qui t'aime de Charles Gounod, Love the peddler d'Edward German. Muriel Foster a joué dans The Dream of Gerontius d'Edward Elgar sous la direction de Julius Buths à Düsseldorf le 19 mai 1902. Les premières interprétations de cet oratorio n'avaient pas eu un grand succès et n'avaient pas satisfait Elgar. L'intervention de Muriel a soulevé l'enthousiasme. Le Manchester Guardian nous rapporte : « Le rôle de l'Ange a été tenu par Miss Muriel Foster avec la voix merveilleusement belle et authentique ...». Elle avait déjà chanté dans Sea pictures d'Elgar. Elle était également mémorable dans la Rhapsodie pour alto de Brahms.
Elle était une amie personnelle d'Elgar et a chanté lors de la première représentation de son Coronation Ode (en) (1902) ; The Apostles (1903) ; The Kingdom (1906); The River (Elgar) (en) (1910) et The Music Makers (1912). Elgar a dédié sa chanson "A Child Asleep" au fils de Muriel Foster, Anthony Goetz, "pour le chant de sa mère". En janvier 1914, elle chanta lors d'un concert du Royal Philharmonic l'air « Aus der Tiefe des Grames » d'Achilleus de Max Bruch, sous la direction de Willem Mengelberg, et obtint la distinction de la médaille d'or de la Royal Philharmonic Society.
Elle a également joué dans des récitals de lieder, son accompagnateur régulier étant Anthony Bernard.
Muriel Foster se produisait régulièrement à Londres et en province, ainsi qu'en Allemagne, aux Pays-Bas, en Russie et aux USA. Elle maîtrisait plusieurs langues.
En 1906, elle a épousé Ludovic Goetz, et plus tard tous deux changèrent leur nom de famille en Foster.

## Distinctions
- 1914 : Médaille d'or de la Royal Philharmonic Society